# Rhizopelma
Rhizopelma là một chi rêu trong họ Rhizogoniaceae.